# 南卫理公会大学法学院
南卫理公会大学法学院（Southern Methodist University School of Law）是一所自1925年起在美国德克萨斯州达拉斯创设的法学院，附属于南方卫理公会大学。自创建肇始到现如今也是达拉斯唯一的一所法学院。该学院在2001年因为商人慈善家罗伯特·戴德曼的捐款而改名为戴德曼法学院（Dedman School of Law）。
该学院在2021年《美国新闻与世界报道》的法学院排名里被评为第56名。